# Grykienie
Grykienie (lit. Grikieniai; pol. hist. Grykieny) – wieś na Litwie, w okręgu wileńskim, w rejonie wileńskim, w gminie Suderwa, przy drodze krajowej 171 i nad jeziorem Rzesza.

## Historia
W XIX i w początkach XX w. położone były w Rosji, w guberni wileńskiej, w powiecie wileńskim. Po I wojnie światowej pod administracją polską, w Zarządzie Cywilnym Ziem Wschodnich. W latach 1920–1922 w składzie Litwy Środkowej.
Od 11 kwietnia 1922 leżały w Polsce, w województwie wileńskim, w powiecie wileńsko-trockim, w gminie Rzesza. W 1931 miejscowość liczyła:
- wieś – 127 mieszkańców, zamieszkałych w 22 budynkach,
- zaścianek – 33 mieszkańców, zamieszkałych w 7 budynkach[3].

Po II wojnie światowej w granicach Związku Sowieckiego. Od 1991 na niepodległej Litwie.